# Catostylus ornatellus
Catostylus ornatellus is een schijfkwal uit de familie Catostylidae. De kwal komt uit het geslacht Catostylus. Catostylus ornatellus werd in 1888 voor het eerst wetenschappelijk beschreven door Vanhöffen. 